# Lispe longicollis
Lispe longicollis är en tvåvingeart som beskrevs av Johann Wilhelm Meigen 1826. Lispe longicollis ingår i släktet Lispe och familjen husflugor. Inga underarter finns listade i Catalogue of Life.